# Inmarsat-6 F2
O Inmarsat-6 F2, também conhecido como Inmarsat I-6 F2 e GX 6B, é um satélite de comunicação geoestacionário construído pela Airbus Defence and Space. Ele está localizado na posição orbital de 28 graus de longitude oeste e é operado pela Inmarsat. O satélite foi baseado na plataforma Eurostar-3000EOR e sua expectativa de vida útil é de 15 anos.

## História
O Inmarsat-6 F2, juntamente com o Inmarsat-6 F1, faz parte da sexta geração de satélites da Inmarsat, um operador de comunicações móvel global por satélite com sede em Londres. A Airbus Defence and Space foi contratada pela Inmarsat para projetar e desenvolver os dois primeiros satélites de comunicações móveis da série Inmarsat-6 (I-6), que são os satélites de serviços móveis mais versáteis em sua frota.

## Lançamento
O satélite foi lançado com sucesso ao espaço em 18 de fevereiro de 2023, por meio de um veículo Falcon 9 Block 5, a partir da Estação da Força Aérea de Cabo Canaveral, na Flórida. Ele tinha uma massa de lançamento de 5.470  kg.

## Capacidade
O Inmarsat-6 F2 está equipado com vários transponders nas bandas L e Ka.